# Kompetenzzentrum Jugend-Check

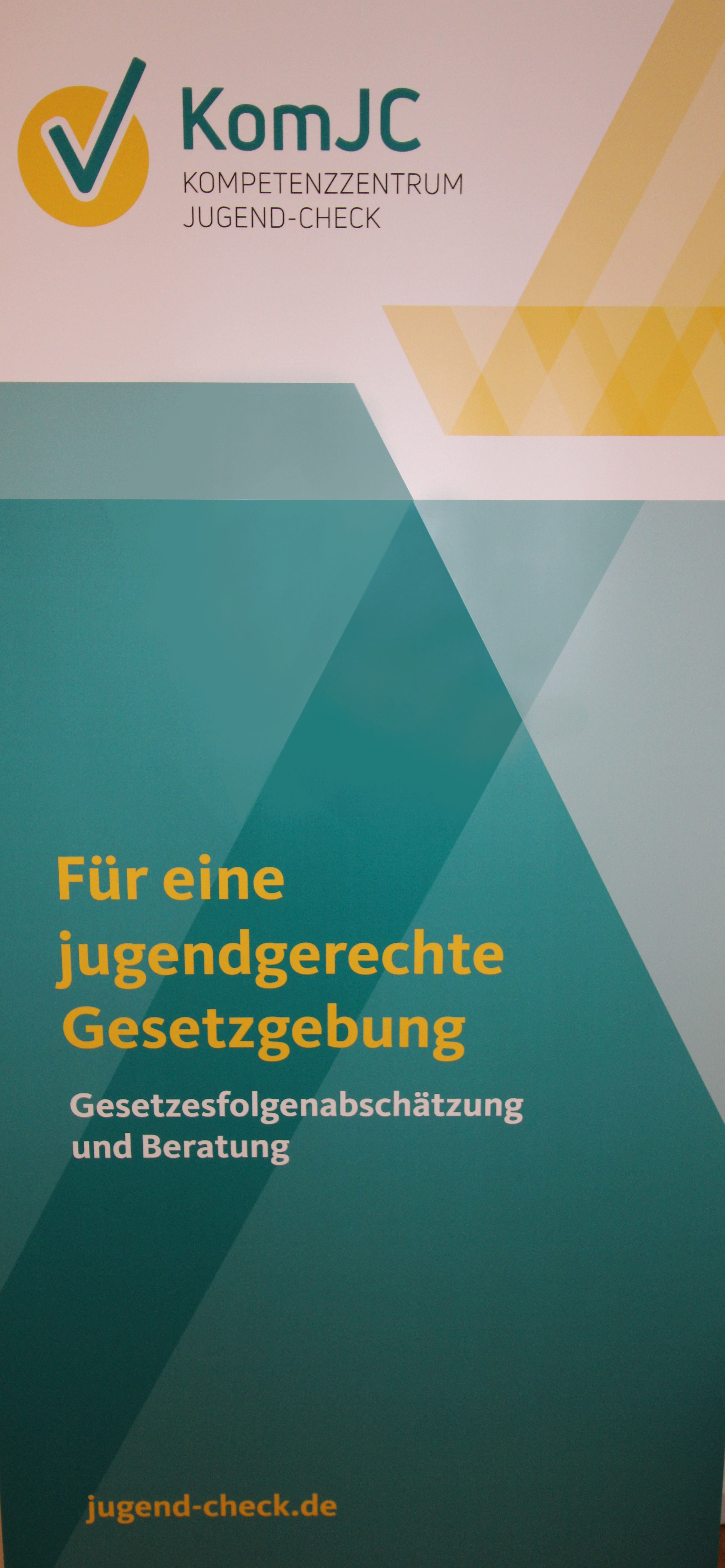
Roll-Up des Kompetenzzentrums Jugend-Check

Das Kompetenzzentrum Jugend-Check (KomJC) ist ein Projekt zur Durchführung und Weiterentwicklung des Jugend-Checks in Trägerschaft des Deutschen Forschungsinstituts für öffentliche Verwaltung (FÖV). Gefördert wird das KomJC vom Bundesministerium für Familie, Senioren, Frauen und Jugend (BMFSFJ) gefördert wird. Aufgabe des KomJC ist es, mit dem Jugend-Check die Auswirkungen geplanter Gesetzesvorhaben auf junge Menschen zwischen 12 und 27 Jahren sichtbar zu machen und die gewonnenen Erkenntnisse in den Gesetzgebungsprozess einzubringen. Als Instrument der Gesetzesfolgenabschätzung gibt der Jugend-Check eine weitere Entscheidungsgrundlage an die Hand und trägt zur Sensibilisierung von Politik und Verwaltung im Hinblick auf die Lebensphase Jugend bei. Das KomJC wurde im August 2017 gegründet und hat seinen Sitz in Berlin.

## Hintergrund und Entwicklung
Die Idee hinter dem Jugend-Check ist, dass Gesetze aus allen Politikfeldern beabsichtigte und nicht beabsichtigte Auswirkungen auf junge Menschen haben können. Mit dem Jugend-Check können die Lebenswirklichkeiten junger Menschen von Anfang an im Gesetzgebungsprozess mitgedacht und Auswirkungen auf unterschiedliche Gruppen junger Menschen systematisch erfasst werden.
Die Idee eines Jugend-Checks ist im Kontext der Diskussionen um eine Eigenständige Jugendpolitik entstanden. Der Hintergrund war die Erkenntnis, dass Belange junger Menschen in politischen Prozessen häufig zu wenig Beachtung finden.
Der Auftrag zur Entwicklung des Jugend-Checks wurde im Koalitionsvertrag der 18. Legislaturperiode des Deutschen Bundestags zwischen CDU/CSU und SPD formuliert. Umgesetzt wurde der Auftrag durch eine Workshopgruppe aus jugendpolitischen Experten zusammen mit dem Deutschen Forschungsinstitut für öffentliche Verwaltung (FÖV). Beteiligt waren der Deutsche Bundesjugendring (DBJR), die Arbeitsgemeinschaft für Kinder- und Jugendhilfe (AGJ), die Koordinierungsstelle Handeln für eine jugendgerechte Gesellschaft, das Bundesjugendkuratorium (BJK), das Deutsche Jugendinstitut (DJI) sowie das BMFSFJ.
Der Jugend-Check war zunächst Teil der Jugendstrategie des BMFSFJ (2015–2018). Im Dezember 2019 wurde die erste gemeinsame Jugendstrategie der Bundesregierung „In gemeinsamer Verantwortung: Politik für, mit und von Jugend. Die Jugendstrategie der Bundesregierung“ verabschiedet. Der Jugend-Check ist dabei eine zentrale Maßnahme des Handlungsfelds „Zukunft, Generationendialog & Jugendbilder“.

## Idee und Ziele
Das KomJC führt den Jugend-Check durch und entwickelt ihn weiter. Regelungsvorhaben der Bundesregierung, vor allem Gesetzentwürfe, werden anhand einer standardisierten Methodik auf mögliche Auswirkungen auf die Lebenslagen junger Menschen zwischen 12 und 27 Jahren geprüft. Der Jugend-Check ist damit ein Instrument der Gesetzesfolgenabschätzung. Als Prüf- und Sensibilisierungsinstrument kann er dazu beitragen, die politische Aufmerksamkeit für die Lebenslagen und Belange junger Menschen zu steigern und politische Entscheidungsträger in die Lage zu versetzen, die Auswirkungen bei den von ihnen zu verantwortenden Maßnahmen auf junge Menschen effektiver zu berücksichtigen. Das Kompetenzzentrum Jugend-Check leistet damit auch einen Beitrag zu mehr Jugendgerechtigkeit und guter Gesetzgebung. Im November 2018 veröffentlichte das Kompetenzzentrum Jugend-Check seinen ersten Bericht unter dem Titel „Für eine jugendgerechte Gesetzgebung. Erster Bericht des Kompetenzzentrums Jugend-Check“.

## Prüfung und Einbindung in das Gesetzgebungsverfahren
Gesetzesvorhaben aller Ressorts werden im Stadium des Referentenentwurfes vom KomJC in einer Vorprüfung auf ihre Jugendrelevanz geprüft. Können jugendrelevante Auswirkungen identifiziert werden, werden eine Hauptprüfung durchgeführt und ein Jugend-Check erstellt.
Hierbei wird ein standardisiertes Prüfinstrument herangezogen. Diesem liegt ein Raster zugrunde, welches aus sechs Lebensbereichen, beispielsweise „Familie“ oder „Bildung/Arbeit“, und elf Wirkdimensionen, beispielsweise „Gesundheitliche Auswirkungen“ oder „Individuelle Rechte“ besteht. Während anhand der Lebensbereiche geprüft wird, wo das Gesetzesvorhaben Auswirkungen haben könnte, bilden die Wirkdimensionen ab, wie diese Auswirkungen aussehen könnten. Weiterhin erfolgt die Prüfung differenziert nach verschiedenen Gruppen junger Menschen und ihren vielfältigen Lebenslagen.
Die identifizierten Auswirkungen werden sodann in Jugend-Checks zusammengefasst. Die Jugend-Checks sind keine Bewertungen der Gesetzentwürfe. Ihr Ziel ist es vielmehr, mögliche jugendspezifische Auswirkungen der Vorhaben in neutraler Weise objektiv, detailliert und nachvollziehbar aufzuzeigen.
Die Jugend-Checks werden an das im BMFSFJ zuständige Referat „Jugendstrategie, Eigenständige Jugendpolitik“ übersandt. Dieses leitet die Jugend-Checks an das jeweils zuständige Fachreferat im Ministerium weiter, das die Ergebnisse bei hauseigenen Entwürfen direkt in die Entwurfsgestaltung mit einbeziehen kann. Bei Entwürfen des BMFSFJ wird im Regierungsentwurf mindestens der Passus „Der Jugend-Check wurde durchgeführt“ aufgenommen. Handelt es sich um mitzuberatende Entwürfe anderer Ressorts, übermittelt das zuständige Fachreferat den Jugend-Check mit der eigenen Stellungnahme und der Bitte um Berücksichtigung an das federführende Ressort.
Zudem prüft das KomJC nach Kabinettsbeschluss den Regierungsentwurf, sodass auf mögliche jugendrelevante Änderungen mit einer Anpassung des Jugend-Checks als aktualisierte Fassung reagiert werden kann. Zudem wird eine eigene Version für die Abgeordneten des Deutschen Bundestages erstellt, die einen Überblick zu den zentralen identifizierten Auswirkungen des Gesetzesvorhabens erstellt. Dieser wird an alle Bundestagsabgeordneten versendet, die Mitglied in den federführenden oder mitberatenden Ausschüssen sind. Alle Jugend-Checks werden zudem auf der Webseite des KomJC veröffentlicht.
Zusätzlich hält das KomJC ein jugendgerechtes Angebot vor. Zu den Jugend-Checks werden Kurzfassungen in jugendgerechter Sprache erstellt und veröffentlicht, um einen niedrigschwelligen Zugang zu den Jugend-Checks zu ermöglichen.

## Beratungsangebot
Das KomJC bietet allen Ressorts der Bundesregierung eine jugendspezifische Folgenabschätzung bereits in der Phase der Vorhabenplanung an. Das bedeutet, dass die Expertise des KomJC bereits vor Veröffentlichung des Referentenentwurfs angefragt werden kann.
Den Ressorts steht eine einzelfallspezifische Begleitung ihrer Vorhaben in zwei Varianten zur Verfügung: Als jugendspezifische Folgenabschätzung, bei der die Expertise des KomJC bereits in der Phase der Vorhabenplanung in Anspruch genommen werden kann. Oder als jugendspezifische Folgenabschätzung mit einer Jugendbeteiligung, was neben der Expertise des KomJC ein begleitendes Beteiligungsformat mit jungen Menschen als Experten in eigener Sache beinhaltet.

## Qualitätskriterien
Der Jugend-Check ist ein Instrument der Gesetzesfolgenabschätzung, das zu einer evidenzbasierten Politikgestaltung und zu einer Sensibilisierung von Politik und Verwaltung im Hinblick auf die Lebensphase Jugend beiträgt. Der Jugend-Check ermöglicht es, die Lebenswirklichkeiten junger Menschen von Anfang an in Regelungsvorhaben mitzudenken.

### Welche Kriterien müssen für einen Jugend-Check erfüllt sein?
- Jugendspezifische Abschätzung der Folgen geplanter Regelungen unter Nutzung eines Prüfinstruments und mit standardisiertem Prüfverfahren
- Die Prüfung erfolgt objektiv und neutral durch eine andere Stelle als die, die den Regelungsentwurf erstellt hat. Es erfolgt keine Bewertung durch die Prüfstelle.
- Nutzung standardisierter Prüfkriterien, um Auswirkungen systematisch und differenziert identifizieren zu können
- Auswirkungen werden im Hinblick auf unterschiedliche Gruppen und Lebenswirklichkeiten junger Menschen dargestellt.
- Prüfung aller Regelungsvorhaben, nicht nur ausgewählter Einzelvorhaben
- Ergebnisse des Jugend-Checks werden der für die Erstellung des Regelungsvorhabens zuständigen Stelle sowie den Abgeordneten oder Ratsmitgliedern mitgeteilt und so in den weiteren politischen Prozess eingespeist.
- Interdisziplinäres Team

### Welche zusätzlichen Kriterien können zu einem guten Jugend-Check beitragen?
- Objektive und externe Folgenabschätzung durch wissenschaftliche Einrichtung
- Entwicklung des Prüfinstruments in partizipativem Prozess mit jugendpolitischen Experten
- Veröffentlichung aller Jugend-Checks
- Überprüfung und Anpassung des Prüfinstruments und der Prüfkriterien durch junge Menschen
- Stetige Weiterentwicklung des Prüfinstruments und der Jugend-Checks (auch unter Einbeziehung junger Menschen)
- Partizipation junger Menschen bei der Prüfung von Regelungsvorhaben, um eine breitere Datenbasis zur Identifizierung möglicher Auswirkungen zu erhalten

## Fachbeirat
Das KomJC wird durch einen Fachbeirat aus unabhängigen wissenschaftlichen und jugendpolitischen Experten beraten und begleitet, der regelmäßig tagt. Dieser wird unter anderem bei der Weiterentwicklung des Prüfinstruments einbezogen. Ständiger Gast der Beiratssitzungen ist das Referat „Jugendstrategie, Eigenständige Jugendpolitik“ des BMFSFJ.

## Öffentlichkeitsarbeit
Das Kompetenzzentrum Jugend-Check (KomJC) legt großen Wert auf die Perspektiven und Meinungen junger Menschen. Zwar ist der Jugend-Check kein Beteiligungsinstrument, jedoch werden die Erfahrungen aus den unterschiedlichen Lebenslagen junger Menschen durch Beteiligungsformate in die Weiterentwicklung des Jugend-Checks einbezogen. Dazu finden regelmäßig Beteiligungsformate, sogenannte jugend-audits, statt. In den bisherigen Veranstaltungen gaben junge Menschen als Experten in eigener Sache Feedback zum Prüfinstrument oder zu den Prüfergebnissen einzelner Jugend-Checks. Ziel dieser Veranstaltungen ist es, die Ergebnisse zu nutzen, um die Methodik des Jugend-Checks kontinuierlich zu verbessern und die Lebenswirklichkeit junger Menschen angemessen abzubilden.
Das KomJC ist im regelmäßigen Austausch mit Akteuren der Zivilgesellschaft sowie auf Bundes-, Landes- und kommunaler Ebene. Es veranstaltet auch eigene Austausch- und Diskussionsveranstaltungen. Darüber hinaus nimmt das KomJC an Fachveranstaltungen teil und gestaltet dort Vorträge oder Workshops.
Im September 2020 wurde die Jugend-Check App veröffentlicht, die kostenlos für iOS und android verfügbar ist. Die App bietet einen interaktiven Zugang zum Prüfen von Gesetzentwürfen mit dem Jugend-Check sowie Informationen zum Gesetzgebungsprozess und zum Prüfverfahren. Nutzer der App werden über neue Jugend-Checks oder Neuigkeiten vom KomJC informiert.

## Wirkung und Anerkennung
Der Jugend-Check findet in der Ministerialverwaltung Beachtung und wird im Gesetzgebungsverfahren berücksichtigt. Bezüge zum Jugend-Check gab es unter anderem beim „Terminservice- und Versorgungsgesetz“ (Bundesgesundheitsministerium) sowie im Regierungsentwurf zum„Kinder- und Jugendstärkungsgesetz“.
Die OECD hebt den Jugend-Check in ihrem Bericht „Governance for Youth, Trust and Intergenerational Justice“ hervor. Demnach gibt es neben Deutschland nur in drei weiteren OECD-Ländern im OECD-Vergleich eine Gesetzesfolgenabschätzung für Jugend, mit der systematisch die Auswirkungen von politischen Vorhaben auf junge Menschen ausgewertet werden, bevor diese in Kraft treten.
Zudem äußerten prominente Personen aus Politik und Fachöffentlichkeit öffentlich ihre Unterstützung für das KomJC, darunter die ehemalige Bundesjugendministerin Franziska Giffey, der Jugendforscher Klaus Hurrelmann sowie die jugendpolitischen Sprecher der SPD, FDP und der Grünen der 19. Legislaturperiode.

### Webseiten und Berichte über das Kompetenzzentrum Jugend-Check
- https://www.jetzt.de/politik/erster-bericht-des-kompetenzzentrums-jugendcheck
- https://www.rheinpfalz.de/lokal/speyer/artikel/gesetze-fuer-die-generation-y
- https://www.dbjr.de/artikel/kompetenzzentrum-jugend-check-ist-online/
- https://shop.agj.de/agj-arbeitsgemeinschaft-fuer-kinder-und-jugendhilfe/60/forum-jugendhilfe-04/2018
- https://politikorange.de/2018/11/jugendgerechtere-gesetzgebung-durch-den-jugend-check/https://www.jugendhilfeportal.de/politik/kinder-und-jugendpolitik/artikel/erster-bericht-des-kompetenzzentrum-jugend-check-ueberreicht/
- https://www.jugendgerecht.de/jugend-check